# Leptosphaeria genistae
Leptosphaeria genistae är en svampart som beskrevs av Oudem. 1901. Leptosphaeria genistae ingår i släktet Leptosphaeria och familjen Leptosphaeriaceae.   Inga underarter finns listade i Catalogue of Life.